# Mercy Bay
Mercy Bay ou baie de la Mercy est un voie navigable de l'Arctique canadien dans les Territoires du Nord-Ouest.

## Géographie

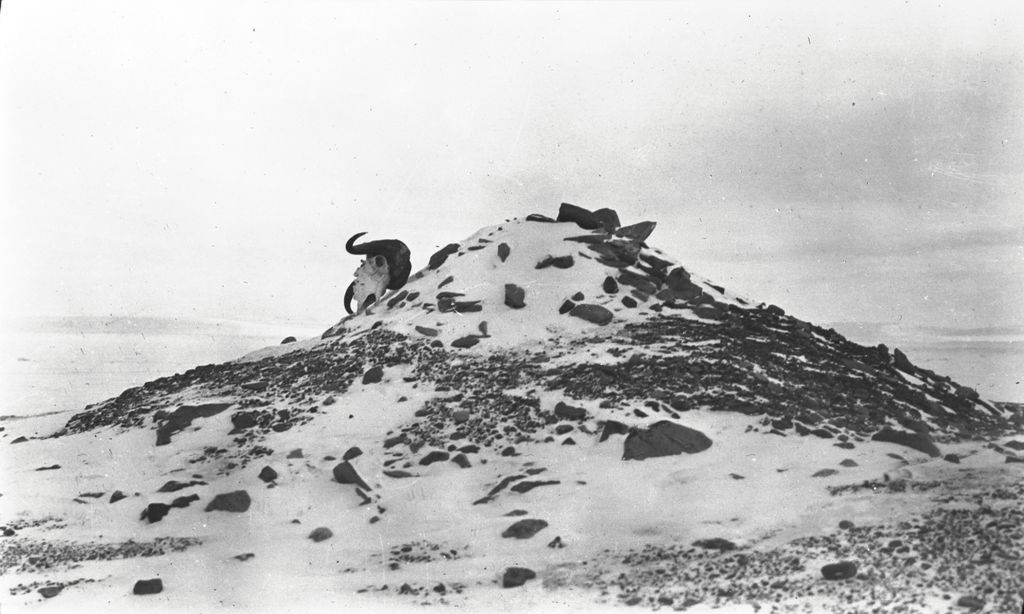
Monument en hommage à Robert McClure à Mercy Bay.

Il s'agit d'un bras sud du détroit de McClure au nord-est de l'île Banks. L'embouchure de Castel Bay est à moins de 20 kilomètres à l'ouest. Mercy Bay fait partie du parc national Aulavik.

## Histoire

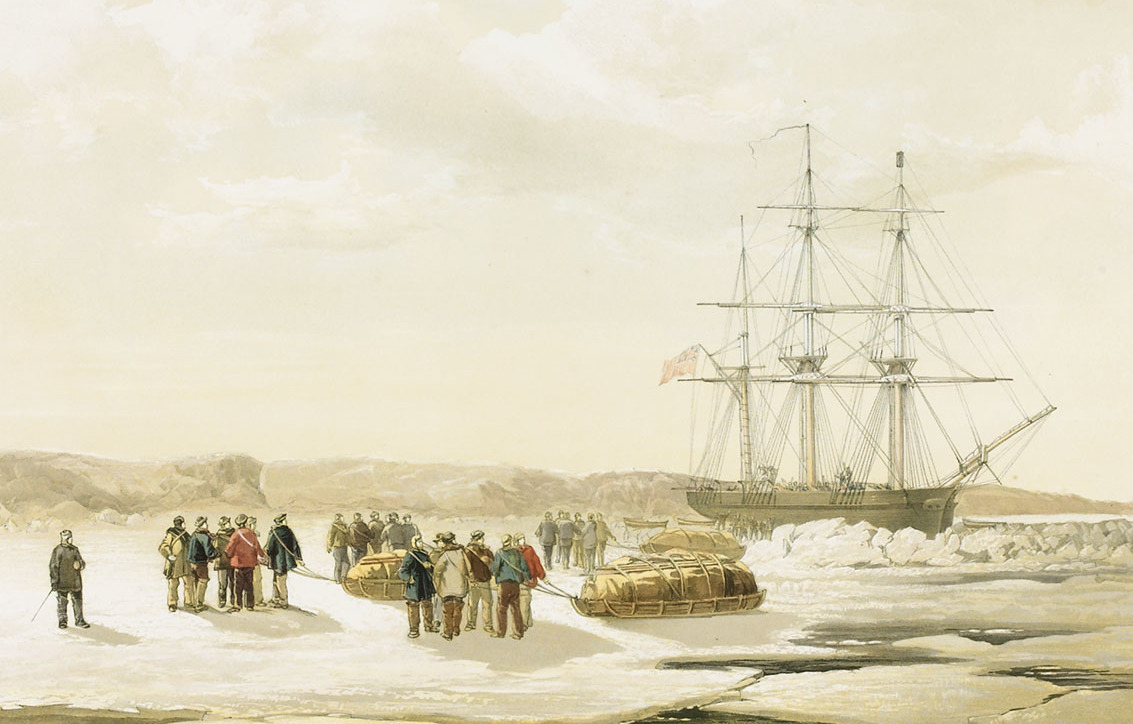
Le HMS Investigator en baie de la Mercy.

Mercy Bay est célèbre dans l'histoire de l'exploration polaire. En septembre 1851, le navire du capitaine Robert McClure, le HMS Investigator, lors de son expédition à la recherche du passage du Nord-Ouest ainsi que de sir John Franklin, y est pris par les glaces. Le navire est finalement abandonné en 1853 dans la baie pendant que l'équipage essaie de rejoindre en traineaux l'île Melville où ils sont secourus.
En juillet 2010, les archéologues de Parcs Canada retrouvent trois tombes ainsi que le HMS Investigator après avoir commencé un balayage sonar de l'île Banks en baie de la Mercy. L'équipe envoie un ROV (un véhicule sous-marin téléopéré). Ils découvrent un navire en grande partie intact, en position horizontale. Seuls ses mâts sont manquants, probablement cisaillés par les glaces.